# Други амандман на Устав Сједињених Америчких Држава
Други амандман (енгл. Second Amendment или Amendment II) на Устав Сједињених Америчких Држава штити права да се поседује и носи оружје. Ратификован је 15. децембра 1791, уз осталих 9 делова Повеље о правима. У случају Округ Колумбија против Хелера (2008), Врховни суд Сједињених Америчких Држава је потврдио по први пут да то право припада појединцима, за самоодбрану код куће, истовремено укључивши исказ, да то право није неограничено и да не поништава постојање одређених дуго постојећих забрана попут заране „поседовања ватреног оружја кривично осуђенима и ментално болеснима” или ограничења на „ношење опасних или необичних оружја” У случају Макдоналд против Града Чикага (2010) Врховни суд је пресудио да су савезне државе и локалне владе у истој мери као и савезна влада неовлашћене да нарушавају то право. У случају New York State Rifle & Pistol Association, Inc. v. Bruen (2022) је потврђено право ношења оружја у јавним просторима уз разумне изузетке.
Други амандман је делимично заснован на праву поседовања и ношења оружја у енглеском англосаксонском праву и начињен је под утицајем енглеске Повеље о правима из 1689. Сер Вилијам Блекстоун је описао ово право као помоћно право, које подржава природна права на самоодбрану и отпор тлачењу, и грађанску дужност да се делује усаглашено у одбрани државе. Иако су и Џејмс Монро и Џон Адамс подржавали ратификовање Устава, најутицајнији аутор је био Џејмс Медисон. У есеју Федералиста бр. 46, Медисон је писао како би федерална војска могла да буде контролисана од стране милиције, „стајаћој војсци ... била би супротстављена милиција” Он је сматрао да би владе савезних држава „биле у стању да одбију опасност” од стране савезне војске, „Може се сумњати да би милиција стављена у такве услове икада могла бити освојена у таквим пропорцијама са регуларним трупама”. Он је направио контраст између савезне владе Сједињених Држава и европских краљевстава за које је рекао да се „плаше да повере свом народу оружје”, и утврдио да „постојање подвлада ... формира баријеру против амбициозних подухвата”.
До јануара 1788, Делавер, Пенсилванија, Њу Џерзи, Џорџија и Конектикат су ратификовали Устав без инсистирања на амандманима. Неколико амандмана је предложено, али нису усвојени до тренутка када је Устав ратификован. На пример, на конвенцији у Пенсилванији је разматрано петнаест амандмана, од којих се један тицао права народа да буде наоружан, а други се тицао милиције. Конвенција у Масачусетсу је такође ратификовала Устав са придруженим списком предложених амандмана. На крају, Ратификациона конвенција је била толико равномерно подељена између оних за и оних против УСтава да су федералисти пристали на Повељу о правима како би осигурали ратификацију. У случају Сједињене Државе против Круикшенка (1876), Врховни суд је пресудио да „Право ношења оружја није додељено уставом; нити оно на било који начин зависи од тог инструмента зарад свог постојања. Други амандмани  [sic] не значе ништа више него да у њега не може да се меша Конгрес, и немају никакав други ефекат осим да ограниче моћи Националне владе.” У случају Сједињене Државе против Милера (1939), Врховни суд је пресудио да Други амандман не штити типове оружја који немају „разумну везу са очувањем или ефикасношћу добро регулисане милиције”.
У 21. веку, Амандман је био тема обновљене академске расправе и законодавног интересовања. У случају Округ Колумбија против Хелера, Врховни суд је донео значајну пресуду да Амандман штити права појединаца да поседују оружје за самоодбрану. Ово је био први пут да је Суд пресудио да Други амандман гарантује права појединаца да поседују оружје. У случају Каетано против Масачусетса (2016), Врховни суд је поново истакао да се раније пресуде да се „Други амандман проширује prima facie, на све инструменте који потпадају под носива оружја, чак и оне који нису постојали у време доношења” и да његова заштита није ограничена „само на оно оружје корисно у рату”. Дебата између различитих организација у вези са контролом оружја и правом ношења оружја у Сједињеним Државама и даље траје.

### Циитати
1. ↑  „US Senate Annotated Constitution”. Архивирано из оригинала 10. 2. 2014. г. Приступљено 30. 1. 2014.
2. ↑  Jilson, Cal (2013). American Government: Political Development and Institutional Change. Routledge. ISBN 978-1136269691.
3. ↑  Shaman, Jeffrey. „After Heller: What Now for the Second Amendment”. Santa Clara Law Review. Архивирано из оригинала 28. 4. 2015. г. Приступљено 30. 1. 2014.
4. ↑  Greenhouse, Linda (27. 6. 2008). „Justices, Ruling 5–4, Endorse Personal Right to Own Gun”. The New York Times.
5. ↑  Barnes, Robert (27. 6. 2008). „Justices Reject D.C. Ban On Handgun Ownership”. The Washington Post.
6. ↑  „Split Decisions: Cases That Have Divided the Supreme Court in the 2007-08 Term”. The Wall Street Journal. Архивирано из оригинала 5. 8. 2019. г.
7. ↑  „Court: A constitutional right to a gun”. SCOTUSblog. 26. 6. 2008.
8. ↑  „Quick Reference to Federal Firearms Laws” (PDF). U.S. Department of Justice. Приступљено 18. 8. 2018.
9. ↑  Epstein, Lee; Walk, Thomas G. (2012). Constitutional Law for a Changing America: Rights, Liberties and Justice (8 изд.). CQ Press. стр. 395—396. ISBN 978-1452226743.
10. ↑  Liptak, Adam (28. 6. 2010). „Justices Extend Firearm Rights in 5-to-4 Ruling”. The New York Times. Приступљено 31. 10. 2020.
11. ↑  „Law Review: The Fourteenth Amendment and Incorporation”. American Bar Association. Архивирано из оригинала 23. May 2018. г. Приступљено 23. May 2018. Проверите вредност парамет(а)ра за датум: |access-date=, |archive-date= (помоћ)
12. ↑  „Blackstone's Commentaries on the Laws of England – Book the First – Chapter the First: Of the Absolute Rights of Individuals, p. 139”. Yale. Архивирано из оригинала July 6, 2011. г. Приступљено 1. August 2013. Проверите вредност парамет(а)ра за датум: |access-date= (помоћ)
13. ↑  „United States of America v. Timothy Joe Emerson – The Ratification Debates”. Law.umkc.edu. Архивирано из оригинала 12. 9. 2010. г. Приступљено 30. 8. 2010.
14. ↑  The Federalist No. 46, at 371 (James Madison) (John. C. Hamilton Ed., 1864)
15. ↑  „United States v. Cruikshank 92 U.S. 542 (1875)”. Архивирано из оригинала 28. 8. 2013. г. Приступљено 5. 9. 2013.
16. ↑  „United States v. Miller, 307 U.S. 174 (1939)”. Cornell University Law School. Архивирано из оригинала 28. 9. 2013. г. Приступљено 5. 9. 2013.
17. 1 2  CRS Report for Congress District of Columbia v. Heller: The Supreme Court and the Second Amendment April 11, 2008 Congressional Research Service T.J. Halsted, Legislative Attorney, American Law Division. Order Code RL34446 „Archived copy” (PDF). Архивирано из оригинала (PDF) 3. 7. 2013. г. Приступљено 27. 6. 2013.
18. ↑  Greenhouse, Linda (27. 6. 2008). „Justices, Ruling 5–4, Endorse Personal Right to Own Gun”. The New York Times. Приступљено 23. May 2018. Проверите вредност парамет(а)ра за датум: |access-date= (помоћ)
19. 1 2  Michael Waldman (20. May 2014). „Expert Brief: How the NRA Rewrote the Second Amendment”. Brennan Center for Justice. Архивирано из оригинала September 24, 2023. г. Приступљено 23. May 2018. Проверите вредност парамет(а)ра за датум: |access-date=, |date= (помоћ)
20. ↑  Barnes, Robert (27. 6. 2008). „Justices reject D.C. ban on handgun Ownership”. The Washington Post. Приступљено 23. May 2018. Проверите вредност парамет(а)ра за датум: |access-date= (помоћ)
21. ↑  Vicini, James. „Americans have right to guns under landmark ruling”. Reuters. Приступљено 23. 5. 2018.
22. ↑  Carter, Gregg Lee, ур. (2012). Guns in American society: an encyclopedia of history, politics, culture, and the law (2nd изд.). Santa Barbara, CA: ABC-CLIO. Introduction. ISBN 978-0313386701.

#### Књиге
- Adams, Les (1996). The Second Amendment Primer: A Citizen's Guidebook to the History, Sources, and Authorities for the Constitutional Guarantee of the Right to Keep and Bear Arms. Birmingham, Alabama: Paladium Press.
- Adamson, Barry (2008). Freedom of Religion, the First Amendment, and the Supreme Court. Pelican Publishing. ISBN 978-1589805200.
- Anderson, Casey; Horwitz, Joshua (2009). Guns, Democracy, and the Insurrectionist Idea. Ann Arbor, MI: University of Michigan Press. ISBN 978-0472033706.
- Barnett, Hilaire (2004). Constitutional & Administrative Law. Routledge Cavendish. ISBN 1859419275.
- Bickford, Charlene;  ., ур. (2004). Documentary History of the First Federal Congress of the United States of America, March 4, 1789 – March 3, 1791: Correspondence: First Session, September–November 1789. 17. The Johns Hopkins University Press. ISBN 978-0801871627.
- Bogus, Carl T. (2001). The Second Amendment in Law and History: Historians and Constitutional Scholars on the Right to Bear Arms. New York: The New Press. ISBN 1565846990.
- Boynton, Lindsay Oliver J. (1971). The Elizabethan Militia 1558–1638. David & Charles. ISBN 071535244X. OCLC 8605166.
- Carter, Gregg Lee (2002). Guns in American Society. ABC-CLIO.
- Charles, Patrick J. (2009). The Second Amendment: The Intent and Its Interpretation by the States and the Supreme Court. McFarland. ISBN 978-0786442706.
- Cooke, Edward Francis (2002). A Detailed Analysis of the Constitution. Lanham, MD: Rowman & Littlefield Publishers. ISBN 0742522385.
- Cornell, Saul (2006). A Well-Regulated Militia – The Founding Fathers and the Origins of Gun Control in America. New York: Oxford University Press. ISBN 978-0195147865.
- Cottrol, Robert (1994). Gun Control and the Constitution: Sources and Explorations on the Second Amendment. Taylor & Francis.
- Cramer, Clayton E.; Olson, Joseph (2008). „What Did "Bear Arms" Mean in the Second Amendment?”. Geo. J.L. & Pub. Pol'y. 6 (2). SSRN 1086176 .
- Crooker, Constance Emerson (2003). Gun Control and Gun Rights. Greenwood Publishing Group. ISBN 978-0313321740.
- Denson, John V. (1999). The Costs of War: America's Pyrrhic Victories (2 изд.). Transaction Publishers. ISBN 978-0765804877.
- Doherty, Brian (2008). Gun Control on Trial: Inside the Supreme Court Battle Over the Second Amendment. Washington, D.C.: Cato Institute. ISBN 978-1933995250.
- Dulaney, W. Marvin (1996). Black Police in America. Bloomington: Indiana University Press. ISBN 0253210402.
- Dunbar-Ortiz, Roxanne (2018). Loaded: A Disarming History of the Second Amendment. San Francisco, CA: City Lights Books. ISBN 978-0872867239. Архивирано из оригинала 31. 07. 2020. г. Приступљено 11. 12. 2023.
- Ely, James W.; Bodenhamer, David J. (2008). The Bill of Rights in Modern America. Bloomington: Indiana University Press. ISBN 978-0253219916.
- Foner, Eric; Garraty, John Arthur (1991). The Reader's Companion to American History. Houghton Mifflin Harcourt. ISBN 0395513723.
- Frey, Raymond; Wellman, Christopher (2003). A Companion to Applied Ethics. Cambridge, MA: Blackwell Publishing. ISBN 1557865949.
- Halbrook, Stephen P. (1989). A Right to Bear Arms: State and Federal Bills of Rights and Constitutional Guarantees. Greenwood Publishing Group. ISBN 978-0-313-26539-6.
- Halbrook, Stephen P. (1994). That Every Man Be Armed: The Evolution of a Constitutional Right (Independent Studies in Political Economy). Oakland, CA: The Independent Institute. ISBN 0945999380.
- Hemenway, David (2007). Private Guns, Public Health. University of Michigan Press. ISBN 978-0472031627.
- Kruschke, Earl R. (1995). Gun Control: A Reference Handbook. Santa Barbara, CA: ABC-CLIO. ISBN 087436695X.
- Levy, Leonard W. (1999). Origins of the Bill of Rights. New Haven, CT: Yale University Press. ISBN 0300078021.
- Madison, James (2010). The Writings of James Madison: 1787–1790. Nabu Press. ISBN 978-1144582737.
- Malcolm, Joyce Lee (1996). To Keep and Bear Arms: The Origins of an Anglo-American Right. Cambridge: Harvard University Press. ISBN 0674893077.
- Merkel, William G.; Uviller, H. Richard (2002). The Militia and the Right to Arms, Or, How the Second Amendment Fell Silent. Durham, NC: Duke University Press. ISBN 0822330172. Приступљено 14. 2. 2013.
- Millis, Walter (1981). Arms and Men. Rutgers University Press. ISBN 978-0-8135-0931-0.
- Mulloy, D. (2004). American Extremism. Routledge.
- Pepper, John; Petrie, Carol; Wellford, Charles F. (2005). Firearms and Violence. A Critical Review. Washington, DC: National Academies Press. ISBN 0309091241.
- Pole, J. R.; Greene, Jack P. (2003). A Companion to the American Revolution (Blackwell Companions to American History). Cambridge, MA: Blackwell Publishers. ISBN 1405116749.
- Renehan, Edward J. (1997). The Secret Six: The True Tale of the Men Who Conspired With John Brown. Columbia, SC: University of South Carolina Press. ISBN 1570031819.
- Schmidt, Steffen; Bardes, Barbara A.; Shelley, Mack C. (2008). American Government and Politics Today: The Essentials. Belmont, CA: Wadsworth Publishing. ISBN 978-0495571704.
- Shapiro, Ilya (2008). Cato Supreme Court Review 2007–2008. Washington, DC: Cato Institute. ISBN 978-1933995175.
- Smith, Rich (2007). The Bill of Rights: Defining Our Freedoms. ABDO Group. ISBN 978-1599289137.
- Spitzer, Robert J. (2001). The Right to Bear Arms: Rights and Liberties under the Law. Santa Barbara, CA: ABC-CLIO. ISBN 1576073475.
- Szatmary, David P. (1980). Shays' Rebellion: the Making of an Agrarian Insurrection. Amherst: University of Massachusetts Press. ISBN 9780511008740.
- Tucker, St. George; Blackstone, William (1996). Blackstone's Commentaries: With Notes of Reference to the Constitution and Laws, of the Federal Government of the United States, and of the Commonwealth of Virginia: In Five Volumes. The Lawbook Exchange, Ltd. ISBN 978-1886363151.
- Tushnet, Mark V. (2007). Out of Range: Why the Constitution Can't End the Battle Over Guns. Oxford University Press. стр. xv. ISBN 978-0195304244.
- Rabban, David (1999). Free Speech in its Forgotten Years. Cambridge University Press.
- Rawle, William (1829). A View of the Constitution of the United States of America (2 изд.). P.H. Nicklin.
- Spooner, Lysander (1852). An Essay on the Trial by Jury. Приступљено 6. 7. 2013.
- Vile, John R. (2005). The Constitutional Convention of 1787: A Comprehensive Encyclopedia of America's Founding (2 Volume Set). Santa Barbara, CA: ABC-CLIO. ISBN 1851096698.
- Williams, David H. (2003). The Mythic Meanings of the Second Amendment: Taming Political Violence in a Constitutional Republic. New Haven, CT: Yale University Press. ISBN 0300095627.
- Wills, Garry (2000).  Saul, Cornell, ур. Whose Right to Bear Arms did the Second Amendment Protect?. Boston: Bedford/St. Martin's. ISBN 0312240600.
- Wills, Garry (2002). A Necessary Evil: A History of American Distrust of Government. New York: Simon & Schuster. стр. 256–257. ISBN 0684870266.
- Winterer, Caroline (2002). The Culture of Classicism: Ancient Greece and Rome in American Intellectual Life, 1780–1910. Baltimore: Johns Hopkins University Press. ISBN 978-0-8018-6799-6.
- Young, David E. (2001). The Origin of the Second Amendment: A Documentary History of the Bill of Rights 1787–1792 (2 изд.). Golden Oak Books. ISBN 0962366439.

#### Часописи
- Barnett, Gary E. (24. 6. 2008). „The Reasonable Regulation of the Right to Keep and Bear Arms”. Geo. J. L. & Pub. Policy. 6 (2). SSRN 1152102 .
- Bogus, Carl T. (зима 1998). „The Hidden History of the Second Amendment” (PDF). U.C. Davis Law Review. 31 (2): 309—408.
- Breen, T. H. (1972). „English Origins and New World Development: The Case of the Covenanted Militia in Seventeenth-Century Massachusetts”. Past & Present (57): 74. doi:10.1093/past/57.1.74.
- Charles, Patrick J. (2009). „'Arms for their defence?': An historical, legal, and textual analysis of the English right to have arms and whether the Second Amendment should be incorporated in McDonald v. City of Chicago”. Clev. St. L. Rev. 57 (3). SSRN 1550768 .
- Cramer, Clayton (15. 6. 2007). „The Racist Roots of Gun Control”. Libcom.org. Архивирано из оригинала 30. 9. 2017. г.
- Davies, Ross (зима 2008). „Which is the Constitution”. Green Bag 2d.
- BYU L. Rev. 35. 1998. Непознати параметар |DUPLICATE_volume= игнорисан (помоћ); Недостаје или је празан параметар |title= (помоћ)
- Gunn, Steven H. (2007). „A Lawyer's Guide to the Second Amendment” (PDF). Wm. & Mary Bill of RTS. J. 15 (2): 209—216. SSRN 947334 . Архивирано из оригинала (PDF) 08. 06. 2022. г. Приступљено 11. 12. 2023.
- Henigan, Denis (1991). „Arms, Anarchy, and the Second Amendment”. Val. U. L. Rev. 26 (107).
- Heyman, Stephen (2000). „Natural Rights and the Second Amendment”. Chi.-Kent. L. Rev. 76 (237). Архивирано из оригинала 05. 11. 2013. г. Приступљено 11. 12. 2023.
- Kates, Don B. Jr. (новембар 1983). „Handgun Prohibition and the Original Meaning of the Second Amendment”. Mich. L. Rev. 82 (2): 204—273. JSTOR 1288537. doi:10.2307/1288537.
- Konig, David Thomas (пролеће 2004). „The Second Amendment: A Missing Transatlantic Context for the Historical Meaning of "the Right of the People to Keep and Bear Arms"”. Law and History Review. 22 (1): 120—159. JSTOR 4141667. S2CID 145796178. doi:10.2307/4141667.
- Lund, Nelson (18. 8. 2008). „Heller and Second Amendment Precedent”. Lewis & Clark L. Rev. SSRN 1235537 .
- Malcolm, Joyce Lee (1986). „Book Review: That Every Man Be Armed”. George Washington Law Review. 54.
- Malcolm, Joyce Lee (1993). „The Role of the Militia in the Development of the Englishman's Right to be Armed – Clarifying the Legacy”. J. On Firearms & Pub. Pol'y. 5. Архивирано из оригинала 23. 8. 2010. г.
- McAffee, Thomas B.; Quinlan, Michael J. (март 1997). „Bringing Forward the Right to Keep and Bear Arms: Do Text, History, or Precedent Stand in the Way?”. N.C. L. Rev. Архивирано из оригинала 16. 08. 2000. г.
- McClurg, Andrew (1999). „Lotts' More Guns and Other Fallacies Infecting the Gun Control Debate”. J. Of Firearms & Pub. Pol'y. 11.
- Merkel, William (лето 2009). „Heller and Scalia's Originalism”. Lewis & Clark L. Rev.
- Rakove, Jack (2000). „The Second Amendment: The Highest Stage of Originalism”. Chi.-Kent. L. Rev. 76 (2). SSRN 1422048 . Непознати параметар |DUPLICATE_volume= игнорисан (помоћ)
- Reynolds, Glenn (1995). „A Critical Guide to the Second Amendment”. Tenn. L. Rev. 62 (461). SSRN 960788 .
- Schmidt, Christopher (фебруар 2007). „An International Human Right to Keep and Bear Arms”. Wm. & Mary Bill of RTS. J. 15 (3): 983.
- Smith, Douglas (2008). „The Second Amendment and the Supreme Court”. Geo. J.L. & Pub. Pol'y. 6. SSRN 1093751 .
- Volokh, Eugene (1998). „The Commonplace Second Amendment”. N.Y.U. L. Rev. 73 (793).
- Volokh, Eugene (November—December 1998). „Testimony of Eugene Volokh on the Second Amendment, Senate Subcommittee on the Constitution, September 23, 1998”. Cal. Pol. Rev. Проверите вредност парамет(а)ра за датум: |date= (помоћ)
- Weisselberg, Charles D. (2009). „Selected Criminal Law Cases in the Supreme Court's 2007–2008 Term, and a Look Ahead” (PDF). Court Review. 44. Архивирано из оригинала (PDF) 6. 2. 2009. г. Приступљено 5. 2. 2009.
- Winkler, Adam (фебруар 2007). „Scrutinizing the Second Amendment”. Mich. L. Rev. 105.
- Winkler, Adam (јун 2009). „Heller's Catch 22”. UCLA L. Rev. 56. SSRN 1359225 .

#### Остале публикације
- Maer, Lucinda; Gay, Oonagh (2009). „The Bill of Rights 1689”. Parliament and Constitution Centre.

## Даља литература
- Lund, Nelson (2008). „Right to Bear Arms”.  Ур.: Hamowy, Ronald. The Encyclopedia of Libertarianism. Thousand Oaks, CA: Sage; Cato Institute. стр. 438—440. ISBN 978-1412965804. OCLC 750831024. doi:10.4135/9781412965811.n269.
- Tahmassebi, S. B. (1991). „Gun Control and Racism”. George Mason University Civil Rights Law Journal. 2 (1): 67—100. Архивирано из оригинала 16. 8. 2000. г.